# Divizia Națională 2012-2013
La Divizia Națională 2012-2013 è stata la 22ª edizione del massimo campionato di calcio moldavo. La stagione è iniziata il 13 luglio 2012 ed è terminata il 31 maggio 2013. Lo Sheriff Tiraspol ha vinto il titolo per la dodicesima volta, la seconda consecutiva.

## Novità
CSCA-Rapid Chișinău e Costuleni, retrocesse sul campo al termine della stagione 2011-2012, sono state ripescate dopo che lo Sfîntul Gheorghe si è visto negare l'iscrizione al campionato e che solo una delle prime 4 classificate della Divizia A, lo Speranța Crihana Veche (secondo classificato) ha ottenuto la licenza e ha potuto essere promosso.

## Regolamento
Le 12 squadre si affrontano in gironi di andata-ritorno-andata, per un totale di 33 giornate. La squadra campione di Moldavia si qualificherà per il secondo turno di qualificazione della UEFA Champions League 2013-2014, la seconda e la terza classificata si qualificheranno per il primo turno di qualificazione della UEFA Europa League 2013-2014, mentre le ultime due classificate retrocederanno direttamente in Divizia A.

## Squadre partecipanti
| Club                | Città         | Stadio                | Posizione 2011-2012   |
| ------------------- | ------------- | --------------------- | --------------------- |
| Academia Chișinău   | Chișinău      | Stadio Dinamo         | 9º posto              |
| Costuleni           | Costuleni     | Stadio Orhei          | 12º posto             |
| CSCA-Rapid Chișinău | Ghidighici    | Stadio Ghidighici     | 10º posto             |
| Dacia Chișinău      | Chișinău      | Stadio Dinamo         | 2º posto              |
| Iskra-Stal          | Rîbnița       | Stadio Orășenesc      | 7º posto              |
| Milsami Orhei       | Orhei         | Stadio Orhei          | 4º posto              |
| Nistru Otaci        | Otaci         | Stadio Călărășăuca    | 8º posto              |
| Zarea Bălți         | Bălți         | Stadio Olimpia        | 5º posto              |
| Sheriff Tiraspol    | Tiraspol      | Stadio Sheriff        | Campione di Moldavia  |
| Speranța C.V.       | Crihana Veche | Stadio Atlant (Cahul) | 2º posto in Divizia A |
| Tiraspol            | Tiraspol      | Stadio Sheriff        | 6º posto              |
| Zimbru Chișinău     | Chișinău      | Stadio Zimbru         | 3º posto              |

## Classifica
|  | Pos. | Squadra             | Pt | G  | V  | N  | P  | GF | GS | DR  |
|  | ---- | ------------------- | -- | -- | -- | -- | -- | -- | -- | --- |
|  | 1.   | Sheriff Tiraspol    | 80 | 33 | 25 | 5  | 3  | 66 | 16 | +50 |
|  | 2.   | Dacia Chișinău      | 66 | 33 | 18 | 12 | 3  | 47 | 19 | +28 |
|  | 3.   | Tiraspol            | 64 | 33 | 18 | 10 | 5  | 54 | 20 | +34 |
|  | 4.   | Milsami Orhei       | 58 | 33 | 18 | 4  | 11 | 48 | 30 | +18 |
|  | 5.   | CSCA-Rapid Chișinău | 49 | 33 | 15 | 4  | 14 | 36 | 38 | -2  |
|  | 6.   | Zimbru Chișinău     | 46 | 33 | 12 | 10 | 11 | 53 | 38 | +15 |
|  | 7.   | Academia Chișinău   | 44 | 33 | 12 | 8  | 13 | 55 | 52 | +3  |
|  | 8.   | Costuleni           | 38 | 33 | 9  | 11 | 13 | 38 | 48 | −10 |
|  | 9.   | Iskra-Stal          | 38 | 33 | 10 | 8  | 14 | 37 | 52 | −15 |
|  | 10.  | Zarea Bălți         | 35 | 33 | 10 | 5  | 18 | 31 | 50 | −19 |
|  | 11.  | Speranța C.V.       | 19 | 33 | 4  | 7  | 22 | 35 | 70 | −35 |
|  | 12.  | Nistru Otaci        | 12 | 33 | 2  | 6  | 25 | 21 | 83 | −62 |

Legenda:

      Campione di Moldavia e ammessa alla UEFA Champions League 2013-2014

      Ammesse alla UEFA Europa League 2013-2014

      Retrocesse in Divizia A 2013-2014

## Risultati
|                        | Aca     | Cos     | CSC     | Dac     | Isk     | Mil     | Nis     | Oli     | She     | Spe     | Tir     | Zim     |
| ---------------------- | ------- | ------- | ------- | ------- | ------- | ------- | ------- | ------- | ------- | ------- | ------- | ------- |
| Academia UTM           | –––     | 1-0     | 5-0     | 0-4 1-2 | 3-2 0-2 | 3-1 2-1 | 6-0 5-1 | 1-2     | 1-4     | 3-5 2-2 | 1-0     | 2-2 0-1 |
| Costuleni              | 1-2 2-2 | –––     | 0-2     | 0-0 2-1 | 0-0     | 1-0 1-2 | 1-1 2-0 | 0-1 4-0 | 0-3     | 2-2     | 1-1     | 1-0     |
| CSCA-Rapid Chișinău    | 0-2 3-1 | 1-2 0-0 | –––     | 0-1     | 2-1     | 3-2     | 0-1     | 0-0 1-0 | 0-2     | 2-0 0-3 | 0-1     | 2-1     |
| Dacia Chișinău         | 1-0     | 4-2     | 1-0     | –––     | 4-1 3-0 | 1-0     | 3-0 2-0 | 1-0     | 0-1     | 1-0 3-2 | 1-1 0-0 | 3-2 0-0 |
| Iskra-Stal             | 1-0     | 2-0 0-3 | 0-1 0-3 | 2-2     | –––     | 3-3     | 5-2     | 1-0 0-1 | 2-2 0-3 | 0-3     | 0-0 0-3 | 2-3     |
| Milsami Orhei          | 1-0     | 3-0     | 2-0 1-2 | 0-0 1-0 | 2-0 3-0 | –––     | 2-0 4-0 | 1-0     | 3-0     | 3-2 2-1 | 0-0     | 0-0 2-1 |
| Nistru Otaci           | 1-2     | 0-2     | 0-1 0-2 | 0-2     | 1-1 2-2 | 2-1     | –––     | 0-3     | 1-7 1-2 | 1-1     | 0-0 0-3 | 1-0 0-3 |
| Olimpia Bălți          | 1-1 0-3 | 0-1     | 1-0     | 0-1 1-3 | 2-3     | 0-2 0-1 | 2-0 3-1 | –––     | 0-1     | 2-0     | 2-0     | 0-0 2-2 |
| Sheriff Tiraspol       | 3-0 1-1 | 5-0 2-1 | 0-0     | 1-0 0-0 | 1-0     | 1-0 1-2 | 2-1     | 3-0     | –––     | 3-0 2-1 | 2-0     | 1-0     |
| Speranța Crihana Veche | 1-3     | 0-0 1-4 | 0-1     | 1-1     | 0-1     | 0-1     | 0-0 4-2 | 0-2 3-1 | 1-0     | –––     | 0-2     | 1-2 1-8 |
| Tiraspol               | 1-0 1-1 | 4-0 3-1 | 2-2     | 0-0     | 2-0     | 2-1 2-0 | 3-1     | 0-0 7-1 | 1-2 2-1 | 3-0 5-0 | –––     | 2-1     |
| Zimbru Chișinău        | 4-0     | 3-3 1-1 | 1-0 4-2 | 1-1     | 0-1 0-0 | 2-1     | 4-0     | 4-3     | 0-1 0-2 | 1-1     | 1-1 2-0 | –––     |

## Classifica marcatori
| Gol |  |  | Giocatore              | Squadra             |
| --- |  |  | ---------------------- | ------------------- |
| 16  |  |  | Gheorghe Boghiu        | Milsami Orhei       |
| 14  |  |  | Vadim Crîcimari        | Speranța C.V.       |
| 12  |  |  | Radu Gînsari           | Academia Chișinău   |
| 12  |  |  | Vadim Cemîrtan         | Nistru Otaci        |
| 10  |  |  | Anatolie Doroș         | CSCA-Rapid Chișinău |
| 10  |  |  | Guilherme              | Milsami Orhei       |
| 9   |  |  | Alexandru Pașcenco     | Sheriff Tiraspol    |
| 9   |  |  | Ghenadie Orbu          | Dacia Chișinău      |
| 9   |  |  | Volodymyr Kilikevič    | Iskra-Stal          |
| 9   |  |  | Oleg Molla             | Zimbru Chișinău     |
| 9   |  |  | Alexandru Sergiu Grosu | Tiraspol            |